# Скобрєв Іван Олександрович
Іван Олександрович Скобрєв (рос. Иван Александрович Скобрев; 8 лютого 1983, Хабаровськ, РРФСР) — російський ковзаняр, призер олімпійських ігор. 
Найуспішнішою для Скобрєва була Олімпіада у Ванкувері, де від виборов бронзову медаль на дистанції 5000 м і срібну на дистанції 10000 м. 
Найвища позиція в рейтингу ковзанярів Адельскалендер — шоста.

## Громадянська позиція
В квітні 2016 світлина Скобрєва, на якій він із захопленням слухає президента Росії Володимира Путіна під час «Прямої лінії», стала інтернет-мемом.